# Pecan Gap
La ville de Pecan Gap est située dans les comtés de Delta et Fannin, dans l’État du Texas, aux États-Unis. Sa population s’élevait à 203 habitants lors du recensement de 2010, estimée à 197 habitants en 2016.

## Source
- (en) Cet article est partiellement ou en totalité issu de l’article de Wikipédia en anglais intitulé « Pecan Gap, Texas » (voir la liste des auteurs).

1. ↑  « Population and Housing Unit Estimates » (consulté le 9 juin 2017)
2. ↑  (en) United States Census Bureau Population of All Incorporated and of Unincorperated Places of 1,000 or More (rapport), United States Department of Commerce, 1960, 1960e éd., p. 39 (lire en ligne, consulté le 10 septembre 2014)
3. ↑  (en) United States Census Bureau 1990 Census of Population and Housing – Population and Housing Unit Counts – Texas (rapport), United States Department of Commerce, 1990, 1990e éd., p. 87 (lire en ligne, consulté le 10 septembre 2014) [PDF]